# Juan Carlos Salas
Juan Carlos Salas Tamez (nacido en Monterrey, 1976), también conocido como ¨El Monaguillo¨ es comunicólogo, productor y director de cine y de audiovisuales mexicano. 
Estudio Ciencias de la Comunicación en la Universidad Autónoma de Nuevo León, al terminar cambió su residencia a Madrid, España, estudió y obtuvo su maestría en Producción Multimedia en la Universidad Camilo José Cela y posteriormente un doctorado en Creación de Imagen en la Universidad Complutense de Madrid.
Ha trabajado como director creativo en publicidad, realizador y productor de audiovisuales, productor y director cinematográfico. A pesar de que siempre tuvo interés en el cine, no es hasta 2014 que realiza su primer trabajo como director cinematográfico en ¨Paraguay 76¨, el cortometraje fue seleccionado en el Festival Internacional de Cannes de 2015, en la categoría Short Film Corner.
Igualmente participó como productor en el documental ¨Rayados, arriving at home¨ dirigida por Fernando Kalife.
Salas Tamez participó en la creación de ¨Cine con Causa¨, una organización que distribuye, comercializa y difunde películas que fomentan valores positivos para la sociedad.

## Filmografía
- 2014, Paraguay 76
- 2015, Rayados, llegando a casa
- 2016, A ticket, s'il vous plait
- 2017, Las dos sierras
- 2017, La leyenda del señor de la expiración